# Hans-Peter Pohl
Hans-Peter Pohl (Triberg im Schwarzwald, 30 de enero de 1965) es un deportista alemán que compitió para la RFA en esquí en la modalidad de combinada nórdica. 
Participó en dos Juegos Olímpicos de Invierno, obteniendo una medalla de oro en Calgary 1988, en la prueba por equipo (junto con Hubert Schwarz y Thomas Müller), y el quinto lugar en Albertville 1992, en la misma prueba.
Ganó dos medallas en el Campeonato Mundial de Esquí Nórdico, oro en 1987 y bronce en 1993.

## Palmarés internacional
| Representando a la RFA   |                  |                   |                           |
| Juegos Olímpicos         |                  |                   |                           |
| Año                      | Lugar            | Medalla           | Prueba                    |
| 1988                     | Calgary (Canadá) | Medalla de oro    | TN + 3 × 10 km por equipo |
| Campeonato Mundial       |                  |                   |                           |
| Año                      | Lugar            | Medalla           | Prueba                    |
| 1987                     | Oberstdorf (RFA) | Medalla de oro    | TN + 3 × 10 km por equipo |
| Representando a Alemania |                  |                   |                           |
| Campeonato Mundial       |                  |                   |                           |
| Año                      | Lugar            | Medalla           | Prueba                    |
| 1993                     | Falun (Suecia)   | Medalla de bronce | TN + 4 × 5 km por equipo  |